# Arvicola (zoologia)
Arvicola Lacepede, 1799 è un genere di roditori della famiglia Cricetidae. 

## Tassonomia
Comprende 3 specie:
- Arvicola amphibius Linnaeus, 1758 - arvicola acquatica europea (o settentrionale)
- Arvicola sapidus Miller, 1908 - arvicola acquatica sud-occidentale (o meridionale)
- Arvicola scherman Shaw, 1801 - arvicola acquatica montana

In passato si includeva in questo genere anche l'arvicola acquatica nordamericana (Microtus richardsoni) diffusa nel Nordamerica occidentale, ma è stato dimostrato che tale specie è più imparentata strettamente con i membri del genere Microtus. Secondo più tassonomi, la popolazione italiana di A. amphibius è in verità una specie a sé, Arvicola italicus; secondo uno studio, nel Triveneto sono presenti A. scherman nelle Alpi e A. italicus nella pianura. Secondo altri tassonomi, A. scherman è una sottospecie di A. amphibius e le specie di Arvicola sarebbero:
- Arvicola amphibius Linnaeus, 1758 - arvicola acquatica e montana europea
- Arvicola sapidus Miller, 1908 - arvicola acquatica sud-occidentale
- Arvicola italicus Savi, 1838 - arvicola acquatica italiana
- Arvicola persicus - arvicola persiana

## Distribuzione e habitat
Queste specie sono diffuse in habitat sia acquatici che asciutti di tutta Europa e di gran parte dell'Asia settentrionale. 

## Descrizione
In questi animali la testa e il corpo sono lunghi 12-22 cm, la coda 6,5-12,5 cm e il loro peso si aggira sui 70-250 g. Sono specie a crescita indeterminata, ricoperte da un fitto strato di pelliccia e con frange di peli rigidi sui piedi che conferiscono loro una notevole abilità natatoria.